# Pavonis Mons
Pavonis Mons (latín para "monte del pavo real") es un volcán situado en la superficie de Marte, descubierto por la misión Mariner 9 en 1971. Pavonis Mons se encuentra localizado en la colectividad de volcanes conocida como Tharsis Montes, ocupando el lugar medio entre los volcanes Ascraeus Mons (al norte) y Arsia Mons (al sur), cerca del ecuador del planeta. El volcán más grande del planeta, y de todo el sistema solar, el Olympus Mons, se encuentra al noroeste.
Pavonis Mons se eleva 14 kilómetros sobre el "datum" marciano, y experimenta una presión atmosférica de en torno a 130 Pa (1.3 mbar). Como comparación, la montaña más alta de la Tierra, el Monte Everest, se eleva unos 8.85 km sobre el nivel del mar. A su flanco este se localiza una cadena de fosas elípticas u ovaladas, formadas por un colapso asociado a fuerzas tectónicas.

## En la ficción
Debido a su posición cercana al ecuador (1.4ºN, 247ºE) del planeta, Pavonis Mons ha sido citada por numerosos autores de ficción como un sitio probable para un ascensor espacial en el planeta. Ello aparece en la Trilogía marciana de Kim Stanley Robinson (donde Pavonis es asimismo el sitio de la capital marciana, Sheffield), y en el GURPS Transhuman Space, así como en In the Well (donde el ascensor se llama 'Beanstalk', y está conectado con la luna Deimos).

## En la música
- El instrumental Approaching Pavonis Mons by Balloon (Utopia Planitia) es la última canción del álbum Yoshimi Battles the Pink Robots, de The Flaming Lips.